# Western Avenue

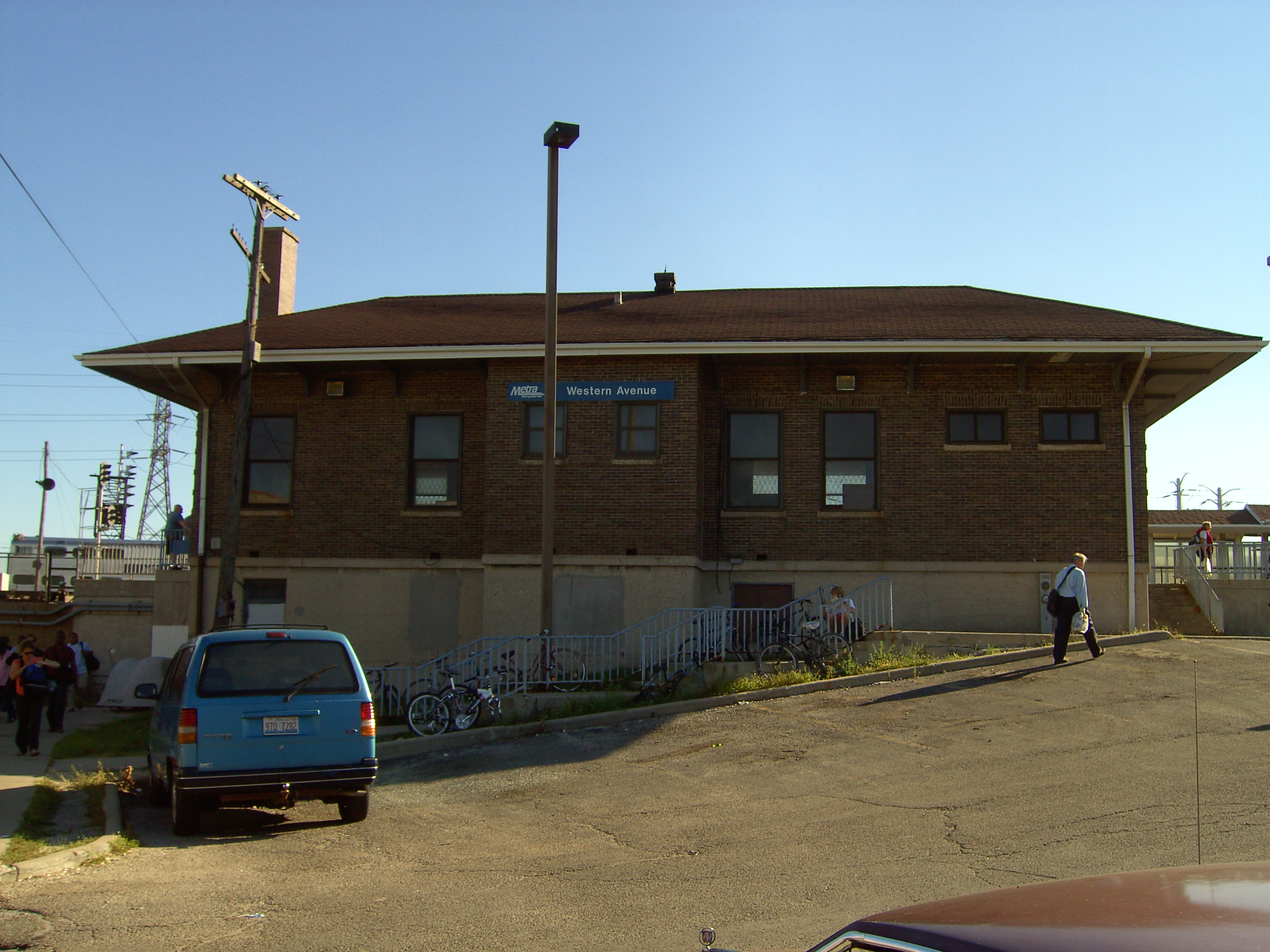
Železniční stanice Western Avenue.

Western Avenue v Chicagu je nejdelší ulice na světě, měří 39,43 km. Kdyby byla položena mezi městy, stačila by na spojení Břeclavi a Brna Byla založena v roce 1851. Leží u ní třeba jeden z nejznámějších amerických hřbitovů, Rosehill, kde je pohřben např. americký atlet Avery Brundage.